# Notholaena angusta
Notholaena angusta är en kantbräkenväxtart som beskrevs av R. Tryon. Notholaena angusta ingår i släktet Notholaena och familjen Pteridaceae. Inga underarter finns listade.